# 托溪乡
托溪乡，是中华人民共和国福建省宁德市寿宁县下辖的一个乡镇级行政单位。

## 行政区划
托溪乡下辖以下地区：
托溪村、洋尾村、沙潭村、江山村、峡头村、渺洋村、大史村、圈石村、溪坪村、黄南州村、际头村、际底村、山口村、阔丘村和坪坑村。